# Pure Country
Pure Country es una película de 1992 lanzada por Warner Bros. protagonizada por George Strait, Lesley Ann Warren y Tim McCranie. La película estuvo dirigida por Christopher Cain de Young Guns. Fue escrita por Rex McGee.

## Sinopsis
Dusty Chandler es una super estrella en el mundo de la música country, pero sus shows tienen un estilo de conciertos de los años '70. Un día da un paseo - fuera de sus conciertos para encontrar sus raíces de su país real. Es ayudado y obstaculizado por amigos y el personal, pero él sigue su búsqueda por un estilo de musical real como un romance real.

## Producción
Muchas escenas en esta película fueron filmadas en Maypearl, Texas. 

## Secuela
Una secuela, Pure Country 2: The Gift, comenzó en filmación en 2009.